# Dießlings
Dießlings ist eine Einöde des Kneippheilbades Bad Grönenbach im Landkreis Unterallgäu in Bayern.

## Geografie

### Topographie
Die Einöde liegt ungefähr 500 Meter nordöstlich von Zell und rund 3,5 Kilometer nordöstlich von Bad Grönenbach, auf einer Höhe von 645 m ü. NN. Dießlings grenzt im Uhrzeigersinn im Norden beginnend an die Weiler Koppenloh, Darast, die Zellereinöde, Raupolz und Zell.

### Geologie
Dießlings befindet sich auf Schotter der Würmeiszeit des Pleistozäns. Der Untergrund besteht aus Kies und Sand. Westlich des Verbindungsweges zwischen Dießlings und Koppenloh erhebt sich eine Hochterrasse aus der Rißeiszeit.

## Geschichte
Im Jahr 1384 hatte der Memminger Bürger Eckol mehrere lehnbare Höfe des Fürststifts Kempten sowie von der Herrschaft Ronsberg in Dießlings. Anteile der Einöde 1426 gingen vom Woringer Ortsherrn Möttelin an Haupt von Pappenheim über. Bis zur Eingemeindung von Zell, 1972, nach Bad Grönenbach war Dießlings ein Ortsteil von Zell.
Das um 1910 vom Hoferben Augustin Grauer und Schreiner Josef Vogler erbaue Bienenhaus steht heute im Schwäbischen Freilichtmuseum Illerbeuren.